# Марано-суль-Панаро
Марано-суль-Панаро (итал. Marano sul Panaro) —  коммуна в Италии, располагается в регионе Эмилия-Романья, подчиняется административному центру Модена.
Население составляет 3744 человека (на 2001 г.), плотность населения составляет 82,9 чел./км². Занимает площадь 45,16 км². Почтовый индекс — 41054. Телефонный код — 059.
Покровителем коммуны почитается святой Лаврентий, празднование 10 августа.